# Migas linburnensis
Migas linburnensis är en spindelart som beskrevs av Wilton 1968. Migas linburnensis ingår i släktet Migas och familjen Migidae. Inga underarter finns listade i Catalogue of Life.